# Dialektrenaissance
Mit einer Dialektrenaissance ist ein zunehmender Gebrauch von dialektsprachlichen oder dialektnahen Ausdrucksweisen in einem vorher eher hochsprachlich geprägten Umfeld gemeint. Damit ist meist ein Gewinn an Ansehen der Dialekte in der öffentlichen Wahrnehmung verbunden. Beides kann von der Situation in einzelnen sozialen oder sprachlichen Gruppen und von bestimmten Sprechern jedoch deutlich abweichen.

## Entstehung des Begriffs
Der Begriff „Dialektrenaissance“ wurde im Laufe der 1960er und 1970er Jahre eingeführt.
Dies geschah im Zusammenhang mit dem teilweisen Wiedererstarken bestimmter öffentlicher Äußerungen in einer dialektnahen Sprache beziehungsweise einem Regiolekt und von Theater- und Musikaufführungen in Mundart. Die Dialekte im Deutsch-Niederländischen Sprachgebiet waren bis dahin im Wesentlichen als im Verschwinden begriffen betrachtet worden. Noch in der Zeit vor und nach dem Zweiten Weltkrieg galten sie vielen als überflüssig oder als Verständigungshindernis. Demgegenüber versuchten Theater, wie Millowitsch-Theater, Ohnsorg-Theater, Komödienstadl und zunehmend Musikgruppen und Sänger mit jungen Zielgruppen, die Mundart wieder hoffähig zu machen. Die öffentliche Einstellung wandelte sich dahin gehend, dass mehr Menschen glaubten, Dialekt sei erhaltenswürdig. In der Folge hat in vielen Bereichen der Dialekt „den Anstrich des Altväterlichen und des Im-Absterben-Begriffenen verloren.“ Die Bedeutung der Dialekte als Alltagssprache bleibt dennoch im gesamten deutsch-niederländischen Sprachgebiet rückläufig.